# Facultad de Comercio, Turismo y Ciencias Sociales Jovellanos
La Facultad de Comercio, Turismo y Ciencias Sociales Jovellanos es una facultad universitaria de la Universidad de Oviedo perteneciente a su campus en Gijón. La facultad remonta su origen a 1899 y desde 2007 está situada en parte del edificio de la antigua Universidad Laboral (Gijón, Asturias).

## Historia

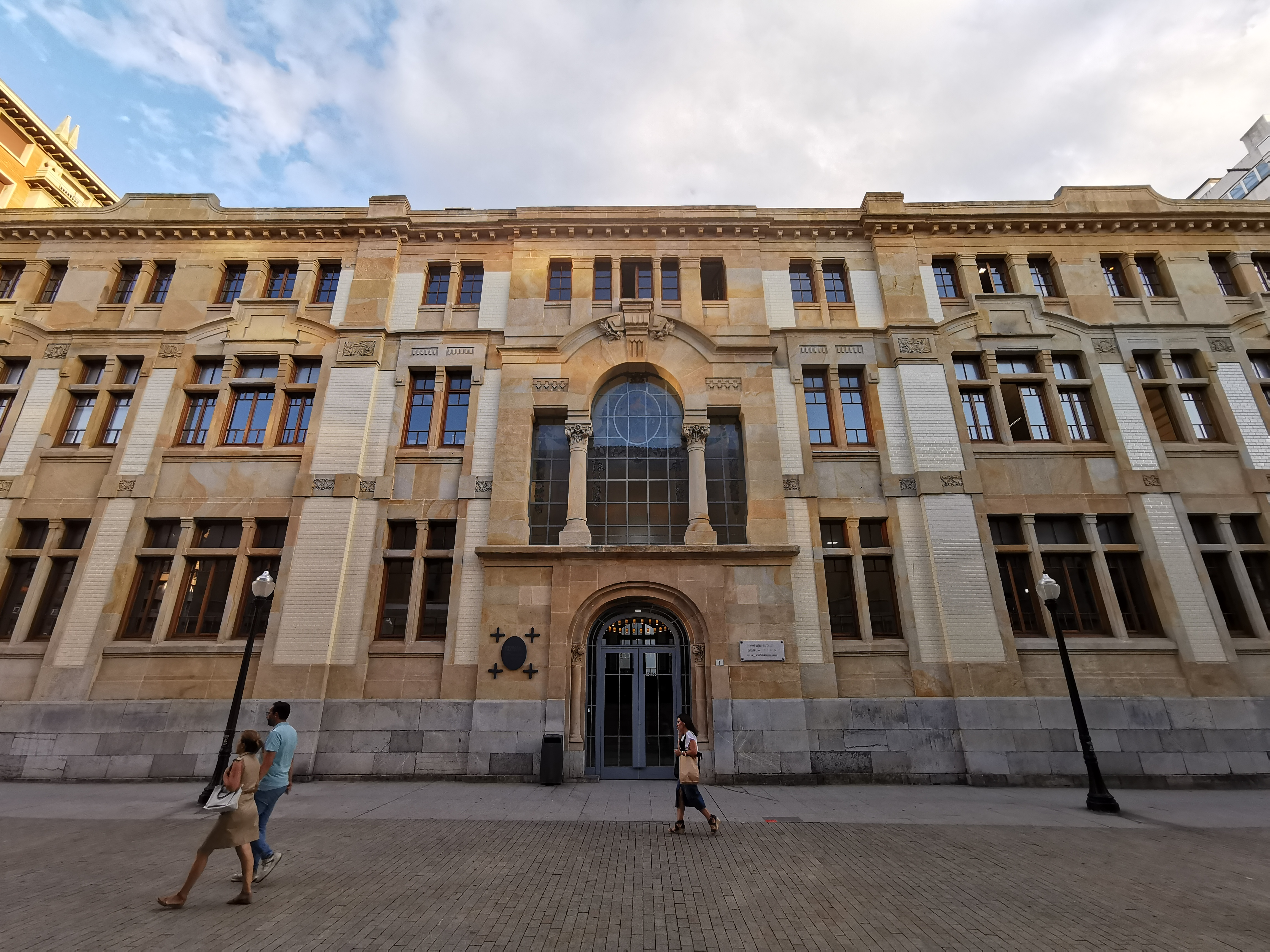
Fachada principal de la Antigua Escuela de Comercio, donde se ubicó el centro desde 1915 hasta 2006

En 1862 el Real Instituto Jovellanos comenzó a impartir estudios de comercio en el Antiguo Instituto Jovellanos (Gijón).En 1899 estos estudios se independizan y forman la Escuela Elemental de Comercio, la cual en 1908 se convirtió en la Escuela Superior de Comercio, con sede en El Centro de Gijón desde 1915. En 1972 se incorporó a la Universidad de Oviedo como Escuela Universitaria de Estudios Empresariales, creando así el campus de Gijón.Como centro perteneciente a la Universidad en 1994 se implantó Gestión y Administración Pública, y en años sucesivos nuevos posgrados y también los estudios de Turismo.En 2000 volvió a cambiar de nombre, a Escuela Universitaria Jovellanos, para poder englobar a todos los estudios que se estaban impartiendo en la Escuela.
En 2007 se trasladó al complejo de la Universidad Laboral y en 2010 la escuela pasó a ser facultad, con el nombre de Facultad de Comercio, Turismo y Ciencias Sociales Jovellanos, tras integrarse con la Escuela Universitaria de Trabajo Social de Gijón, que había sido fundada en 1959 como Escuela de Asistentes Sociales Pío XII por las Hermanas de la Caridad, e incorporada a la universidad en 1981, por el Real Decreto 1850/1981 de 20 de agosto.

## Instalaciones

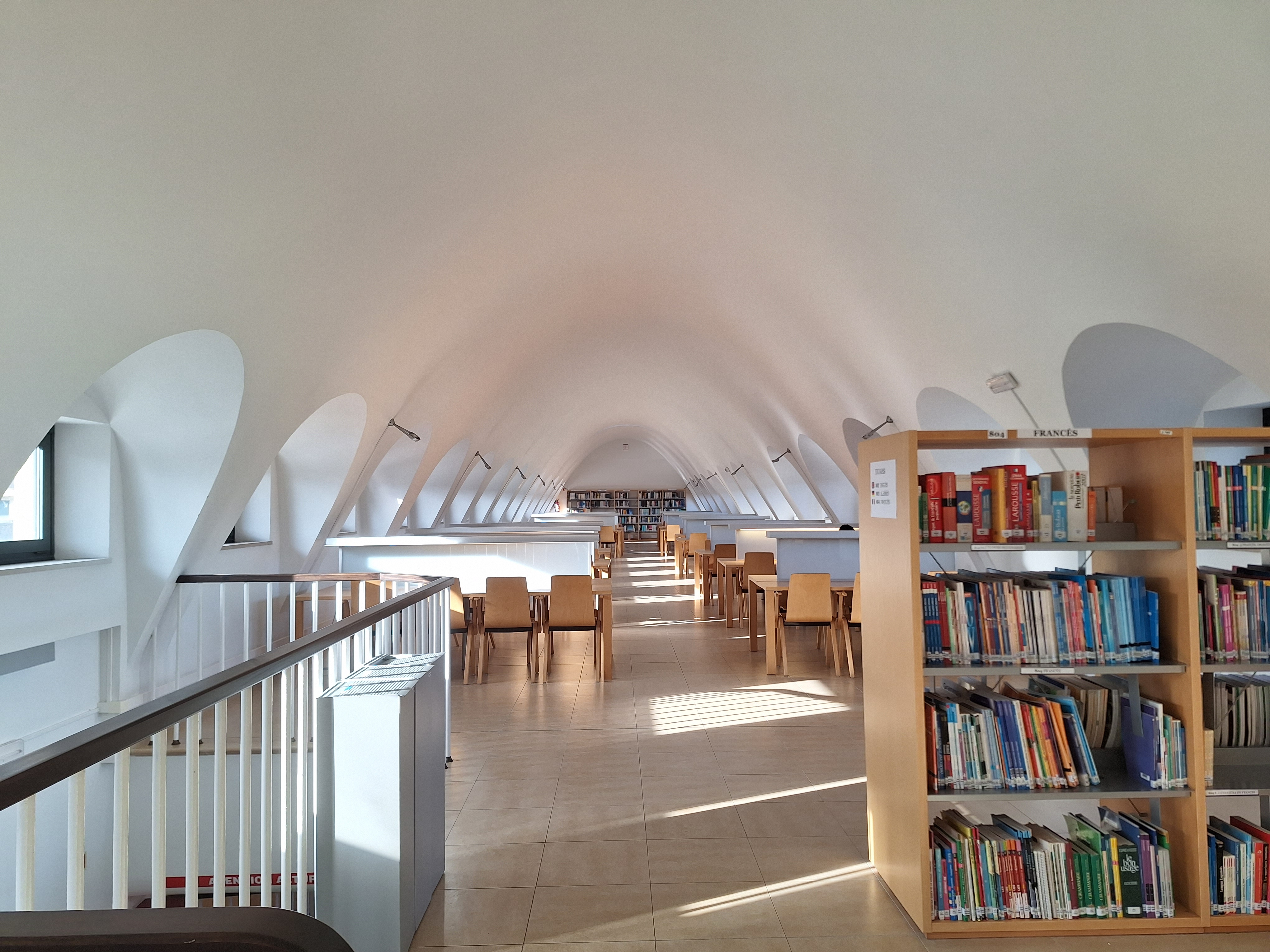
Segunda planta de la biblioteca de la Facultad de Comercio, Turismo y Ciencias Sociales Jovellanos (sección oriental de la Universidad Laboral de Gijón)

El centro se ubicó hasta finales del año 2006 en el edificio histórico de la Escuela de Comercio, el cual fue inaugurado en 1915 bajo diseño del arquitecto Manuel del Busto. El inmueble está situado en el barrio de El Centro de Gijón, lejos del resto de centros universitarios de la ciudad, que comenzaron a ubicarse en el campus de Viesques. En enero de 2007 la Escuela Universitaria Jovellanos se trasladó al edificio central de la antigua Universidad Laboral de Gijón. Este cambio se enmarcó dentro del plan de usos que el Gobierno de Asturias estaba haciendo en La Laboral, incluyendo así al equipamiento universitario dentro del complejo.   
Dispone de 40 aulas, 11 salas de reuniones, 6 aulas de informática (con unos 144 ordenadores) para clases prácticas, 3 aulas de Informática abiertas permanentemente al alumnado (con 76 ordenadores) y una biblioteca con capacidad para más de 60.000 volúmenes y más de 200 puestos de estudio, distribuidos en 3 pisos, en espacios abiertos, a los que se unen dos salas cerradas para trabajos en grupo (de 10 y 20 puestos). También cuenta con un Paraninfo de 150 asientos para conferencias, celebraciones y otros actos.

## Oferta académica
En la facultad se imparten las siguientes titulaciones adaptadas al Espacio Europeo de Educación Superior:
- Grado en Trabajo Social
- Grado en Turismo
- Grado en Comercio y Marketing
- Grado en Gestión y Administración Pública (en línea)
- Máster Universitario en Dirección y Planificación del Turismo
- Máster Interuniversitario en Ciencias Actuariales y Financieras
- Aula del Máster en Abogacía de la facultad de Derecho